# Hljómar
Hljómar (på engelska Thor's Hammer) var en isländsk rockgrupp som startades i Keflavík 1963 av Gunnar Þórðarson, Erlingur Björnsson, Rúnar Júlíusson och Eggert Kristjánsson. Bandet utgav ett antal skivor på isländska och engelska. Gruppen upplöstes 1969 när Þórðarson och Júlíusson bildade bandet Trúbrot.

## Medlemmar
- Rúnar Júlíusson - sång, bas (avliden)
- Gunnar Þórðarson - gitarr, sång
- Erlingur Björnsson - gitarr, sång (1966-1969)
- Engilbert Jensen - trummor, sång
- Patricia Gail "Shady" Owens - sång (1968-1969)
- Gunnar Jökull Hákonarson - trummor (1968)
- Björgvin Halldórsson - sång (1973-1974)
- Birgir Hranfsson - gitarr (1973-1974)
- Pétur Östlund - trummor (1966)

## Diskografi
Album
- 1967 - Hljómar
- 1968 - Hljómar (bandets andra självbetitlade album)
- 1974 - 74

Singlar/EPs
- 1965 - Fyrsti Kossinn / Bláu Augun Þín
- 1965 - Fjögur Ný Lög (EP)
- 1968 - Hljómar (EP)